# Скрипка Тетяна Василівна
Скрипка Тетяна Василівна (ур. Рябуха; нар. 31 грудня 1984, Суми) — українська громадська і політична діячка, народна депутатка України IX скликання від партії «Слуга народу».

## Життєпис
Народилася 31 грудня 1984 року в Сумах. Закінчила Сумський педагогічний університет за спеціальністю «Початкове навчання та виховання». З 2018 року навчається за спеціальністю «Менеджер з адміністративної діяльності».
Учитель початкових класів у Сумській спеціалізованій школі І-ІІІ ступенів № 10 та директор оздоровчого табору «Зоряний» КП «Шляхрембуд» СМР.
Одружена, має дитину.

## Політична діяльність
На виборах Президента України 2019 року була довіреною особою кандидата Володимира Зеленського.
Перемогла у позачергових виборах до Верховної ради України 21 липня 2019 на одномандатному виборчому окрузі № 157 (Ковпаківський район, частина Зарічного району міста Сум, село Піщане Сумської міської ради з населеними пунктами Піщанської сільської ради), як представник партії «Слуга народу». На час виборів: безпартійна, проживає в Сумах. У парламенті увійшла до комітету з питань гуманітарної та інформаційної політики, ставши головою підкомітету у справах сім'ї та дітей.
Кандидатка на посаду міського голови Сум у 2020 році. Зайняла третє місце (отримала 11,84% голосів виборців) і не дійшла до другого туру.